# Flughafen Lhasa-Gonggar

i8
i11
i13

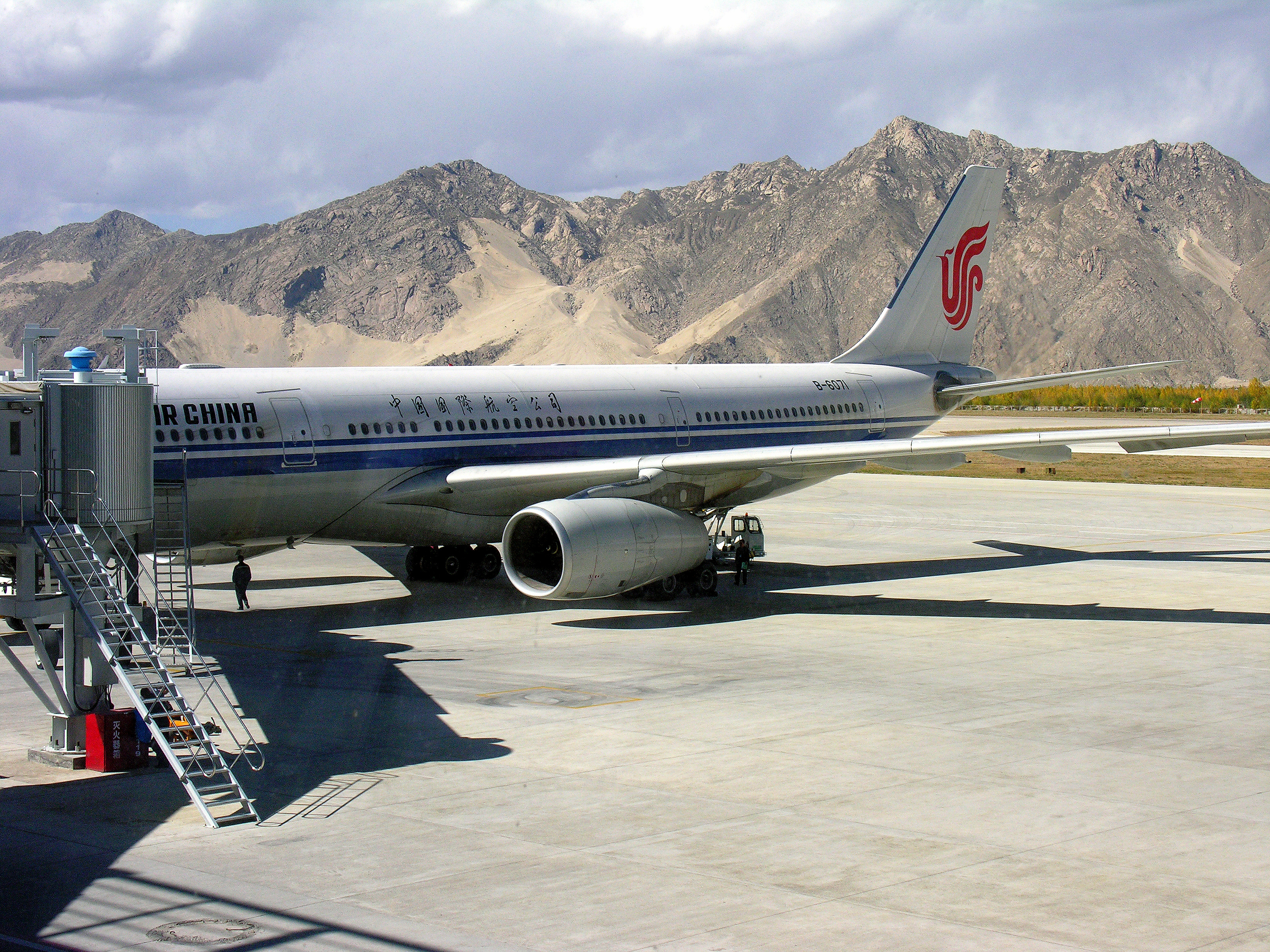
Flugzeugabfertigung in Lhasa

Der Flughafen Lhasa-Gonggar (chinesisch 拉萨贡嘎机场, IATA-Code: LXA, ICAO-Code: ZULS) ist der Flughafen von Lhasa im Autonomen Gebiet Tibet in China. Er liegt in der Nähe des Kreishauptortes von Gonggar und damit rund 45 Kilometer südlich von Lhasa.

## Verkehrsanbindung
Die bisherige, sehr gebirgige Straße zum Flughafen war 100 Kilometer lang, weshalb für rund 175 Mio. US$ eine 51 Kilometer lange Verbindung gebaut wurde. Damit hat sich die Fahrtzeit des Busses nach Lhasa von anderthalb Stunden auf weniger als die Hälfte reduziert.

## Infrastruktur
Der Flughafen besaß neben der Hauptlandebahn eine rund 250 Meter kürzere Parallelbahn, welche heute aber ausschließlich als Rollweg benutzt wird. Es gibt zwei Vorfelder sowie ein Terminal mit einer Größe von etwa 10.000 Quadratmetern, welches ausreichend für etwa 600 Passagiere ist. Nach Modernisierungsmaßnahmen besitzen vier der Gates Fluggastbrücken.

## Flugverbindungen
Es bestehen Flugverbindungen mit den chinesischen Städten Peking, Chengdu, Shanghai, Xi’an, Guangzhou, Chongqing und Shangri-La (früher Zhongdian) sowie mit der nepalesischen Hauptstadt Kathmandu.